# Britannicus (pjäs)

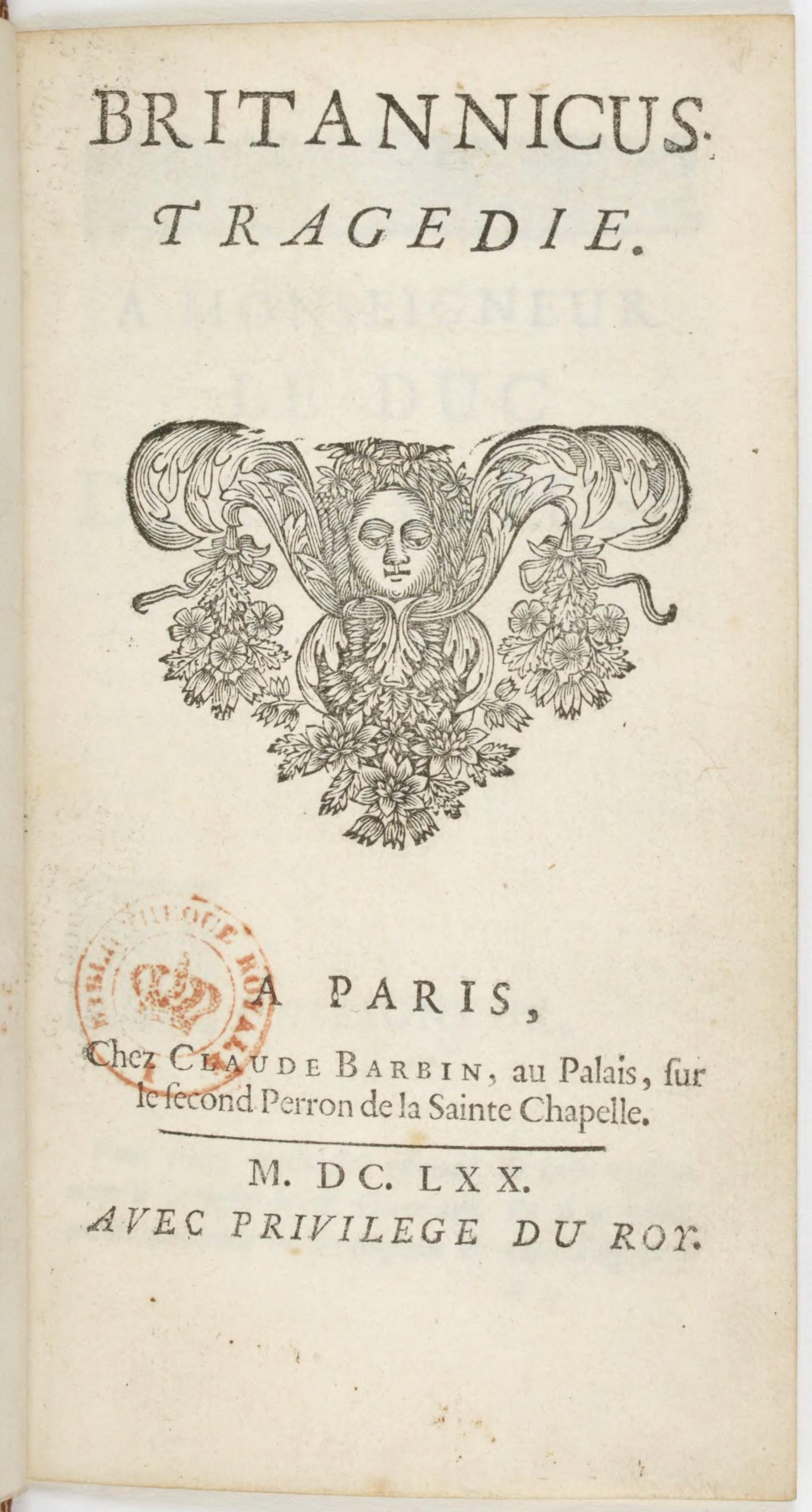
Britannicus.

Skådespelet Britannicus är en tragedi av Jean Racines och ur uppfördes den 13 december 1669 på Hôtel de Bourgogne i Paris. Författaren hämtar här för första gången sitt tema från det romerska rikets historia. Kejsar Claudius hade fått en son, Britannicus, innan han gifte sig med Agrippina den yngre och adopterade Nero, den son som Agrippina fått i ett tidigare äktenskap. Nero har efterträtt Claudius och styr kejsardömet med stor vishet när tragedins handling tar sin början. Racine fångar skedet då Nero visar sin sanna natur; Nero drivs av sin plötsliga passion gentemot Junia Silana, Britannicus fästmö, till att frigöra sig från Agrippinas dominans och mörda sin halvbror.
Som så ofta hos Racine är det inte fruktan att bli avsatt av Britannicus som driver Nero till fördärvet, utan en kärlekens rivalitet. Hans begär efter Junia präglas av sadism gentemot den unga damen och gentemot allt hon håller av. Agrippina är en mor som inte tål tanken på att förlora kontrollen över sin son och kejsardömet. När det gäller Britannicus ger han visserligen pjäsen sitt namn, men hans person kommer lite i skymundan bakom dessa andra två.
Pjäsens succé var inte omedelbar, men nu för tiden är Britannicus näst efter Andromaque den Racine-pjäs som spelas oftast vid Comédie-Française, och en av de mest studerade pjäserna i franska gymnasieskolor.